# Перетворення випадкових процесів
Задача перетворення стохастичних даних (випадкових величин і процесів) може бути сформульована так:
Нехай задане перетворення y = F(x1-xn) , де xi – випадкові величини (процеси), які задані певною множиною Сx своїх характеристик (розподіл або щільність розподілу ймовірності, його початкові та центральні моменти, кореляційні функції). Необхідно знайти відповідні характеристики Сy результату перетворення.
Залежно від вигляду перетворення F розрізняють нелінійні статичні, лінійні динамічні і нелінійні динамічні перетворення [4] . Нелінійне статичне перетворення – це таке, яке може бути подане у вигляді функціональної залежності. Лінійне динамічне перетворення – це таке, що може бути подане лінійним диференціальним рівнянням.
При нелінійних статичних перетвореннях відносно просто визначити функції розподілу ймовірностей результату та їх характеристики і важко визначити кореляційні і спектральні характеристики, а при лінійних динамічних перетвореннях навпаки. Крім того, точні розв’язки цих задач існують далеко не для всіх випадків. Найбільші проблеми складає моделювання нелінійних динамічних перетворень. Найчастіше такі перетворення подаються сукупністю нелінійних статичних і лінійних динамічних перетворень. Результати лінійного статичного перетворення деяких характеристик сигналів показане в табл. 1.
Для моделювання перетворення стохастичних даних в динамічних процесах існує багато методів. Найпоширенішими серед них є рівняння Колмогорова [3], прямий метод визначення кореляційної функції, метод контурних інтегралів, метод похідних, метод твірних функцій.
Кореляційна функція результату лінійного динамічного перетворення знаходиться за допомогою рівняння Вінера — Гопфа, яке аналогічне інтегралу Дюамеля 
Rxy {\displaystyle \int \limits _{0}^{\varpropto }f(x)dx} Rxy(τ1)g(τ-τ1)dτ1.(1)      

Таблиця 1 - Результати лінійного статичного перетворення деяких характеристик сигналів     
| Характеристика                          | Рівняння перетворення сигналу                          | Рівняння перетворення характеристики                                                                                                   |
| Математичне сподівання,m                | {\displaystyle y=ax+b}                                 | {\displaystyle m_{y}=am_{x}+b} |
| Математичне сподівання,m                | {\displaystyle y=ax_{1}+bx_{2}}                        | {\displaystyle m_{x_{2}/x_{1}}=m_{x2}+r_{x1,x2}{\sqrt {\frac {D_{x1}}{D_{x2}}}}(x_{1}-x_{2})} {\displaystyle m_{y}=am_{x1}+bm_{x2/x1}} |
| Дисперсія, D                            | {\displaystyle y=ax+b} {\displaystyle y=ax_{1}+bx_{2}} | {\displaystyle D_{y}=a^{2}D_{x}} {\displaystyle D_{y}=a^{2}D_{x1}+b^{2}D_{x2}-2abr_{x_{1},x_{2}}{\sqrt {D_{x1}D_{x_{2}}}}}             |
| Кореляційна функція, Ry1x2              | {\displaystyle y=ax_{1}+b}                             | {\displaystyle S_{yx2}(\tau )=aR_{x_{1},x_{2}}(\tau )}                                                                                 |
| Спектральна щільність потужності, Sy1x2 | {\displaystyle y=ax_{1}+b}                             | {\displaystyle S_{yx1}(\omega )=aS_{x_{1},x_{2}}(\omega )}                                                                             |
| Щільність розподілу ймовірностей, fy    | {\displaystyle y=ax+b}                                 | {\displaystyle f_{y}={\frac {1}{a}}f_{x}{\frac {y-b}{a}}}                                                                              |

Відповідна енергетична характеристика – спектральна щільність потужності, знаходиться через частотну передатну функцію W(jω) , яка є Фур’є-зображенням імпульсної перехідної характеристики.
```
                                                          W(jω)= 

  

    

      

        

          
∫

          

            
0

          

          

            
∝

          

        

        
g

        
(

        
τ

        
)

        

          
e

          

            
j

            
w

            
τ

          

        

        
d

        
τ

      

    

    
{\displaystyle \int \limits _{0}^{\varpropto }g(\tau )e^{jw\tau }d\tau }

  

```

Звідки
```
                                                          

  

    

      

        

          
S

          

            
x

            
y

          

        

        
(

        
j

        
ω

        
)

        
=

        

          
S

          

            
x

            
x

          

        

        
(

        
j

        
ω

        
)

        
∗

        
W

        
(

        
j

        
ω

        
)

      

    

    
{\displaystyle S_{xy}(j\omega )=S_{xx}(j\omega )*W(j\omega )}

  

, (2)
```

Функція розподілу результату нелінійного статичного перетворення для монотонної функції {\displaystyle y=N(x)}
```
                                                        

  

    

      

        

          
f

          

            
y

          

        

        
(

        
y

        
)

        
=

        

          
N

          

            
(

            
−

            
1

            
)

          

        

        
(

        
y

        
)

        

          
f

          

            
x

          

        

        
[

        

          
N

          

            
(

            
−

            
1

            
)

          

        

        
(

        
y

        
)

        
]

      

    

    
{\displaystyle f_{y}(y)=N^{(-1)}(y)f_{x}[N^{(-1)}(y)]}

  

,  (3)
```

де  {\displaystyle N^{-1}} – зворотна функція,  {\displaystyle N^{-1}} – її похідна.
Методи знаходження кореляційної функції та енергетичного спектру процесу на виході нелінійного елементу переважно призначені для нормальних розподілів імовірностей вхідних процесів.
Рівняння Колмогорова застосовується для знаходження розподілу імовірності переходу дифузійного марківського процесу. Оскільки нормальний випадковий процес з експоненціальною кореляційною функцією є дифузійним марківським процесом, то рівняння Колмогорова для нього теж виконуються. Перше рівняння Колмогорова має вигляд:
```
                         

  

    

      

        

          

            

              
δ

              
f

              

                
x

                

                  
1

                

              

              

                
x

                

                  
2

                

              

              
(

              
t

              
,

              

                
t

                

                  
1

                

              

              
)

            

            

              
δ

              
t

            

          

        

        
+

        

          
m

          

            
d

            
x

            
(

            
t

            
+

            
d

            
t

            
)

            

              
/

            

            

              
x

              

                
1

              

            

            
(

            
t

            
)

          

          

            
(

            
1

            
)

          

        

        

          

            

              
δ

              
f

              

                
x

                

                  
1

                

              

              

                
x

                

                  
2

                

              

              
(

              
t

              
,

              

                
t

                

                  
1

                

              

              
)

            

            

              
δ

              

                
x

                

                  
1

                

              

            

          

        

        
+

        

          

            
1

            
2

          

        

        

          
m

          

            
d

            
x

            
(

            
t

            
+

            
d

            
t

            
)

            

              
/

            

            

              
x

              

                
1

              

            

            
(

            
t

            
)

          

          

            
(

            
1

            
)

          

        

        

          

            

              

                
δ

                

                  
2

                

              

              
f

              

                
x

                

                  
1

                

              

              

                
x

                

                  
2

                

              

              
(

              
t

              
,

              

                
t

                

                  
1

                

              

              
)

            

            

              
δ

              

                
x

                

                  
1

                

                

                  
2

                

              

            

          

        

        
=

        
0

      

    

    
{\displaystyle {\frac {\delta fx_{1}x_{2}(t,t_{1})}{\delta t}}+m_{dx(t+dt)/x_{1}(t)}^{(1)}{\frac {\delta fx_{1}x_{2}(t,t_{1})}{\delta x_{1}}}+{\frac {1}{2}}m_{dx(t+dt)/x_{1}(t)}^{(1)}{\frac {\delta ^{2}fx_{1}x_{2}(t,t_{1})}{\delta x_{1}^{2}}}=0}

  

, (4)
                          де 

  

    

      

        

          
m

          

            
d

            
x

            
(

            
t

            
+

            
d

            
t

            
)

            

              
/

            

            

              
x

              

                
1

              

            

            
(

            
t

            
)

          

          

            
(

            
k

            
)

          

        

        
=

        
lim

        

          

            
1

            

              
Δ

              
t

            

          

        

        

          
∫

          

            
−

            
∝

          

          

            
∝

          

        

        
(

        

          
x

          

            
3

          

        

        
−

        

          
x

          

            
1

          

        

        

          
)

          

            
k

          

        

        
f

        

          
x

          

            
1

          

        

        

          
x

          

            
2

          

        

        
(

        
t

        
,

        

          
t

          

            
2

          

        

        
)

        
d

        

          
x

          

            
3

          

        

      

    

    
{\displaystyle m_{dx(t+dt)/x_{1}(t)}^{(k)}=\lim {\frac {1}{\Delta t}}\int \limits _{-\varpropto }^{\varpropto }(x_{3}-x_{1})^{k}fx_{1}x_{2}(t,t_{2})dx_{3}}

  

,
                          

  

    

      

        

          
m

          

            
d

            
x

            
(

            
t

            
+

            
d

            
t

            
)

            

              
/

            

            

              
x

              

                
2

              

            

            
(

            
t

            
)

          

          

            
(

            
1

            
)

          

        

      

    

    
{\displaystyle m_{dx(t+dt)/x_{2}(t)}^{(1)}}

  

 і 

  

    

      

        

          
m

          

            
d

            
x

            
(

            
t

            
+

            
d

            
t

            
)

            

              
/

            

            

              
x

              

                
2

              

            

            
(

            
t

            
)

          

          

            
(

            
2

            
)

          

        

      

    

    
{\displaystyle m_{dx(t+dt)/x_{2}(t)}^{(2)}}

  

 скінчені ( 

  

    

      

        

          
m

          

            
d

            
x

            
(

            
t

            
+

            
d

            
t

            
)

            

              
/

            

            

              
x

              

                
2

              

            

            
(

            
t

            
)

          

          

            
(

            
2

            
)

          

        

      

    

    
{\displaystyle m_{dx(t+dt)/x_{2}(t)}^{(2)}}

  

 відмінно від нуля) та  

  

    

      

        

          
m

          

            
d

            
x

            
(

            
t

            
+

            
d

            
t

            
)

            

              
/

            

            

              
x

              

                
2

              

            

            
(

            
t

            
)

          

          

            
(

            
k

            
)

          

        

        
≡

        
0

      

    

    
{\displaystyle m_{dx(t+dt)/x_{2}(t)}^{(k)}\equiv 0}

  

.
```

при k≥3, {\displaystyle fx_{1}x_{2}(t,t_{1})} – двовимірна функція розподілу.
Друге рівняння Колмогорова відоме також як рівняння Фоккера–Планка має вигляд:
```
                          

  

    

      

        

          

            

              
δ

              
f

              

                
x

                

                  
1

                

              

              

                
x

                

                  
2

                

              

              
(

              
t

              
,

              

                
t

                

                  
1

                

              

              
)

            

            

              
δ

              

                
t

                

                  
1

                

              

            

          

        

        
=

        

          

            
δ

            

              
δ

              

                
x

                

                  
2

                

              

            

          

        

        
[

        

          
m

          

            
d

            
x

            
(

            

              
t

              

                
1

              

            

            
+

            
d

            
t

            
)

            

              
/

            

            

              
x

              

                
2

              

            

            
(

            

              
t

              

                
1

              

            

            
)

          

          

            
(

            
1

            
)

          

        

        
f

        

          
x

          

            
1

          

        

        

          
x

          

            
2

          

        

        
(

        
t

        
,

        

          
t

          

            
1

          

        

        
)

        
]

        
+

        

          

            
1

            
2

          

        

        

          

            

              
δ

              

                
2

              

            

            

              
δ

              

                
x

                

                  
2

                

                

                  
2

                

              

            

          

        

        
[

        

          
m

          

            
d

            
x

            
(

            

              
t

              

                
1

              

            

            
+

            
d

            
t

            
)

            

              
/

            

            

              
x

              

                
2

              

            

            
(

            

              
t

              

                
1

              

            

            
)

          

          

            
(

            
2

            
)

          

        

        
f

        

          
x

          

            
1

          

        

        

          
x

          

            
2

          

        

        
(

        
t

        
,

        

          
t

          

            
1

          

        

        
)

        
]

      

    

    
{\displaystyle {\frac {\delta fx_{1}x_{2}(t,t_{1})}{\delta t_{1}}}={\frac {\delta }{\delta x_{2}}}[m_{dx(t_{1}+dt)/x_{2}(t_{1})}^{(1)}fx_{1}x_{2}(t,t_{1})]+{\frac {1}{2}}{\frac {\delta ^{2}}{\delta x_{2}^{2}}}[m_{dx(t_{1}+dt)/x_{2}(t_{1})}^{(2)}fx_{1}x_{2}(t,t_{1})]}

  

, (5)
                          де 

  

    

      

        

          
m

          

            
d

            
x

            
(

            

              
t

              

                
1

              

            

            
+

            
d

            
t

            
)

            

              
/

            

            

              
x

              

                
2

              

            

            
(

            

              
t

              

                
1

              

            

            
)

          

          

            
(

            
1

            
)

          

        

        
=

        
lim

        

          

            
1

            

              
Δ

              
t

            

          

        

        

          
∫

          

            
−

            
∝

          

          

            
∝

          

        

        
(

        

          
x

          

            
3

          

        

        
−

        

          
x

          

            
2

          

        

        
)

        
f

        

          
x

          

            
1

          

        

        

          
x

          

            
2

          

        

        
(

        
t

        
,

        

          
t

          

            
2

          

        

        
)

        
d

        

          
x

          

            
3

          

        

      

    

    
{\displaystyle m_{dx(t_{1}+dt)/x_{2}(t_{1})}^{(1)}=\lim {\frac {1}{\Delta t}}\int \limits _{-\varpropto }^{\varpropto }(x_{3}-x_{2})fx_{1}x_{2}(t,t_{2})dx_{3}}

  

 є коефіцієнт зносу,
                          де 

  

    

      

        

          
m

          

            
d

            
x

            
(

            

              
t

              

                
1

              

            

            
+

            
d

            
t

            
)

            

              
/

            

            

              
x

              

                
2

              

            

            
(

            

              
t

              

                
1

              

            

            
)

          

          

            
(

            
2

            
)

          

        

        
=

        
lim

        

          

            
1

            

              
Δ

              
t

            

          

        

        

          
∫

          

            
−

            
∝

          

          

            
∝

          

        

        
(

        

          
x

          

            
3

          

        

        
−

        

          
x

          

            
2

          

        

        

          
)

          

            
2

          

        

        
f

        

          
x

          

            
1

          

        

        

          
x

          

            
2

          

        

        
(

        
t

        
,

        

          
t

          

            
2

          

        

        
)

        
d

        

          
x

          

            
3

          

        

      

    

    
{\displaystyle m_{dx(t_{1}+dt)/x_{2}(t_{1})}^{(2)}=\lim {\frac {1}{\Delta t}}\int \limits _{-\varpropto }^{\varpropto }(x_{3}-x_{2})^{2}fx_{1}x_{2}(t,t_{2})dx_{3}}

  

 - коефіцієнт дифузії.
```

Обидва рівняння (4) і (5) належать до класу параболічних диференціальних рівнянь у частинних похідних. 
Для нормального випадкового процесу умовна функція розподілу з нульовим середнім, дисперсією σ2 і коефіцієнтом кореляції r, має вигляд:
```
                                           

  

    

      

        
f

        
x

        
∩

        
x

        
∩

        
(

        

          
x

          

            
1

          

        

        
,

        

          
x

          

            
2

          

        

        
)

        
=

        

          

            
1

            

              
σ

              

                

                  
2

                  
π

                  
(

                  
1

                  
−

                  

                    
r

                    

                      

                        
x

                        

                          
1

                        

                      

                      

                        
x

                        

                          
2

                        

                      

                    

                    

                      
2

                    

                  

                  
)

                

              

            

          

        

      

    

    
{\displaystyle fx\cap x\cap (x_{1},x_{2})={\frac {1}{\sigma {\sqrt {2\pi (1-r_{x_{1}x_{2}}^{2})}}}}}

  

 , (6)                                          
                                           

  

    

      

        
f

        
x

        
∩

        
x

        
∩

        
(

        
0

        
,

        

          
t

          

            
1

          

        

        
)

        
=

        
δ

        
(

        

          
x

          

            
2

          

        

        
,

        

          
x

          

            
1

          

        

        
)

      

    

    
{\displaystyle fx\cap x\cap (0,t_{1})=\delta (x_{2},x_{1})}

  

, (7)
```

Головним недоліком рівнянь Колмогорова є те, що вони  призначенні лише для нормальних розподілів з експоненціальною кореляційною функцією.
Операторний метод моделювання перетворень стохастичних даних [2,4,5] дозволяє наближено оцінити закон розподілу вихідного сигналу fy(y), якщо відомі закони розподілу вхідних сигналів fx1(х1),fx2(х2) та їх перший і другий моменти, включаючи взаємну кореляційну функцію RX1Х2(τ). 
Нехай вхідні дані {X1...Xn}  розподілені за законами {\displaystyle {f_{x1}...f_{x}n(x_{n})}} та їх взаємна парна кореляційна функція – {Rxixj(τ)}. Диференціальний закон розподілу вихідного даного fy(y) може бути знайдений як інтегральний оператор вигляду:
```
                                   

  

    

      

        

          
f

          

            
y

          

        

        
(

        
y

        
)

        
=

        

          
Φ

          

            
x

            
y

          

        

        
(

        

          
f

          

            
x

          

        

        
(

        

          

            

              
X

            

            
¯

          

        

        
)

        
,

        
A

        
,

        
W

        
)

        
=

        

          
∫

          

            
∝

          

          

            
∝

          

        

        
.

        
.

        
.

        

          
∫

          

            
−

            
∝

          

          

            
∝

          

        

        

          
f

          

            
x

          

        

        
(

        

          

            
x

            
¯

          

        

        
)

        
φ

        
(

        
x

        
,

        
y

        
,

        
A

        
,

        
W

        
)

        
d

        

          

            
x

            
¯

          

        

      

    

    
{\displaystyle f_{y}(y)=\Phi _{xy}(f_{x}({\overline {\mathrm {X} }}),A,W)=\int \limits _{\varpropto }^{\varpropto }...\int \limits _{-\varpropto }^{\varpropto }f_{x}({\overline {x}})\varphi (x,y,A,W)d{\overline {x}}}

  

, (8)                                   
```

де ФXY – інтегральний оператор, n – кількість вхідних величин, A та W - параметри алгебраїчного й інтегро-диференціального перетворень.
Вираз ядра оператора (1) {\displaystyle \varphi (x,y)} для нелінійної алгебраїчної операції ґрунтується на відомій в теорії випадкових процесів формулі нелінійного перетворення випадкового процесу і рівнянні регресії. Вираз ядра для інтегро-диференціального перетворення ґрунтується на поданні такого перетворення інтегральною сумою (інтегралом Дюамеля). Опис операторів для основних типів операцій наведений у таблиці 2.
Таблиця 2 -  Опис операторів для основних типів операцій
| Операція                                                        | Оператор | Параметри |
| --------------------------------------------------------------- | --- | --- |
| {\displaystyle y=N(x)}                                          | {\displaystyle f_{y}=\int \limits _{\Omega }f_{x}(x)\delta [y-N(x)]dx} | {\displaystyle \Omega _{x}} - область визначення {\displaystyle f_{x}}, {\displaystyle \delta } - дельта-функція Дірака |
| {\displaystyle y=N(x_{1},x_{2})}                                | {\displaystyle f_{y}=\int \limits _{\Omega }\int \limits _{\Omega }\int \limits _{-\varpropto }^{\varpropto }f_{x1}(x_{1})f_{x2}(x_{2})\delta [y-N(x_{1},x_{2})]\delta [x_{2}+ax_{1}+b\xi +c]d\xi dx_{1}dx_{2}} | {\displaystyle a=-r_{x1x2}{\sqrt {\frac {D_{x2}}{D_{z1}}}}} {\displaystyle b=-{\sqrt {1-r^{2}x_{1}x_{2}}}} {\displaystyle c=r_{x1x2}m_{x1}{\sqrt {\frac {D_{x2}}{D_{z1}}}}+({\sqrt {1-r^{2}x_{1}x_{2}}}-1)m_{x2}}          |
| {\displaystyle y=\int \limits _{0}^{t}x(t-\tau )g(\tau )d\tau } | {\displaystyle f_{y}=\int \limits ...\int \limits _{\Omega }\prod _{i=1}^{n}f_{x}(x_{i}-m_{x})\delta [y-(1-a)m_{y}-a\sum _{i=1}^{n}x_{n-1}(t-i\tau )g_{0}(i\tau )]dx_{1}...dx_{n}}                              | {\displaystyle \tau ={\frac {S_{xx}}{D_{x}}}} {\displaystyle Tnp={\frac {\Pi W_{max}}{\int \limits _{0}^{\varpropto }W(\omega )d\omega }}} {\displaystyle g_{0}(i\tau )=\int \limits _{i\tau }^{(i+1)\tau }g(\tau )d\tau } |